# Innsbruck

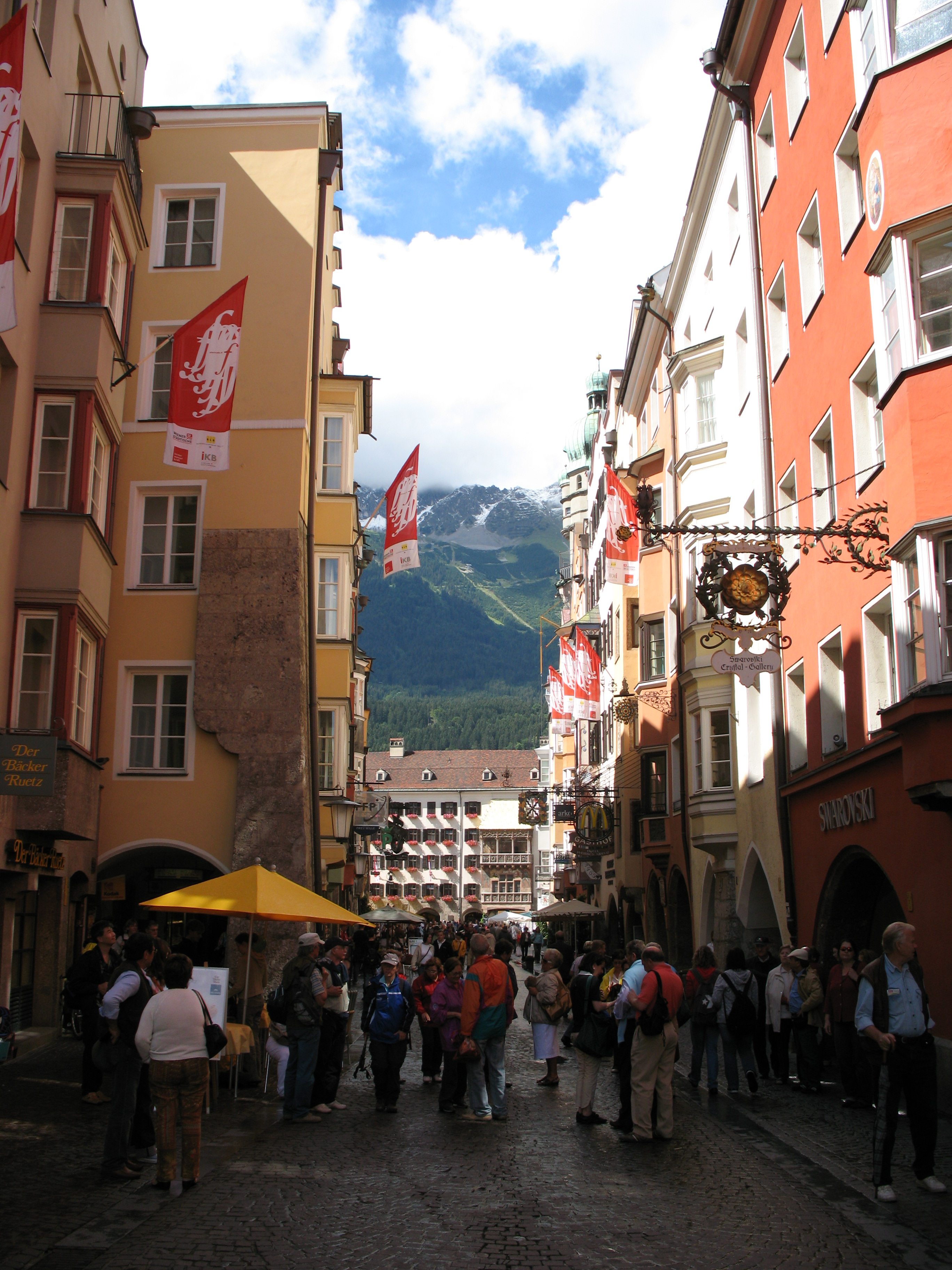
Altstadt (gamla staden) med Gyllene taket i bakgrunden.

Innsbruck är huvudstad i förbundslandet Tyrolen i Österrike.
Innsbruck ligger i Inndalen på nästan 600 meters höjd. Staden ligger mellan Karwendelbergen (2 334 meter) i norr och Brenner (2 247 meter) i söder. Innsbruck är med omkring 130 000 invånare Österrikes femte största stad.

## Historia
På platsen där Innsbrucks förstad Wilten idag ligger, fanns under antiken en romersk militärkoloni med namnet Veldidena. Staden Innsbruck omtalas första gången 1187. 1420 gjorde ärkehertig Fredrik IV av Österrike Innsbruck till huvudstad i Tyrolen, vilket den förblev till 1665, då Tyrolens förvaltning förlades till Wien.
1677 grundades Innsbrucks universitet. Staden skadades svårt av allierade bombningar 1943-1945, men var tidigare rik på medeltida byggnader, bland vilka märktes Ottoburg (vid Inn) samt Fürstemburg med "Goldenes Dachl", ett utsprång (Erker) från 1500, samt Stadtturm. 
Den gotiska Jacobkirche har byggts om i barockstil. Vid Hofburg (ombyggd under slutet av 1700-talet) ligger Hofkirche (uppförd 1556-63) med Peter Vischer den äldres monument över Maximilian I, samt gravvårdar över Andreas Hofer och andra frihetshjältar. Barockstilen var starkt framträdande, såsom i Jesuitenkirche, Pemonstratenserkirche, samt flera andra kyrkor och palats.

## Indelning
Innsbruk ingår inte i något distrikt då det är en stad med egen statut där kommunen sköter det som normalt sköts av ett distrikt. 
Kommunen Innsbruck består av nio ortsdelar (Ortschaften) (inom parentes invånarantal 1 januari 2024):

- Amras (5 610)
- Arzl (11 281)
- Hötting (34 958)
- Igls (2 631)
- Innsbruck (20 250)
- Mühlau (5 655)
- Pradl (33 554)
- Vill (525)
- Wilten (17 724)

Därutöver så finns olika indelningar för statistiska ändamål.

## Klimat
Uppmätta normala temperaturer och nederbörd i Innsbruck:
|                                            | Jan | Feb | Mar | Apr | Maj | Jun | Jul | Aug | Sep | Okt | Nov | Dec |
| ------------------------------------------ | --- | --- | --- | --- | --- | --- | --- | --- | --- | --- | --- | --- |
| Normaldygnets maximitemperaturs medelvärde | 4   | 7   | 12  | 15  | 21  | 23  | 25  | 25  | 21  | 16  | 8   | 4   |
| Normaldygnets minimitemperaturs medelvärde | −4  | −3  | 1   | 4   | 9   | 11  | 13  | 13  | 10  | 6   | 0   | −3  |
|                                            |     |     |     |     |     |     |     |     |     |     |     |     |
| Nederbörd                                  | 43  | 37  | 54  | 59  | 83  | 112 | 134 | 117 | 78  | 56  | 62  | 49  |

| Diagram | temperaturer i °C • månadsnederbörd i mm | temperaturer i °C • månadsnederbörd i mm | temperaturer i °C • månadsnederbörd i mm | temperaturer i °C • månadsnederbörd i mm | temperaturer i °C • månadsnederbörd i mm | temperaturer i °C • månadsnederbörd i mm | temperaturer i °C • månadsnederbörd i mm | temperaturer i °C • månadsnederbörd i mm | temperaturer i °C • månadsnederbörd i mm | temperaturer i °C • månadsnederbörd i mm | temperaturer i °C • månadsnederbörd i mm | temperaturer i °C • månadsnederbörd i mm |
|         | 43 4 -4                                  | 37 7 -3                                  | 54 12 1                                  | 59 15 4                                  | 83 21 9                                  | 112 23 11                                | 134 25 13                                | 117 25 13                                | 78 21 10                                 | 56 16 6                                  | 62 8 0                                   | 49 4 -3                                  |

## Kommunikationer
Innsbrucks flygplats ligger strax väster om staden. Till staden flyger flera europeiska flygbolag från många av Europas storflygplatser. Det ankommer även regionala flyg från hela Alperna. Under vintersäsongen reser många hit för semester i Alperna.
Innsbrucks järnvägsstation är en viktig järnvägsknutpunkt och en av de mest trafikerade stationerna i Österrike. Där möts Nedre Inndalenbanan från Tyskland och östra Österrike, Arlbergbanan från västra Österrike och Brennerbanan från norra Italien. Sedan december 2007 finns pendeltågen Tyrol S-Bahn från Innsbruck till närliggande orter. Även motorvägen mellan Tyskland och Italien går förbi Innsbruck.

## Idrott
Innsbruck ingår tillsammans med Garmisch-Partenkirchen, Oberstdorf och Bischofshofen i den tysk-österrikiska backhopparveckan. I Innsbruck spelades även matcher vid Europamästerskapet i fotboll för herrar 2008, med bland annat Spanien, Ryssland och Sverige.
Innsbruck har även arrangerat två olympiska spel, Vinterspelen 1964 och Vinterspelen 1976.
I nära anslutning till staden finns berget Nordkette som är populärt för vandring och skidåkning, där finns en skidanläggning och kabinbana.

## Vänorter
Innsbruck har följande vänorter:
- Freiburg im Breisgau, Tyskland, sedan 1963
- Grenoble, Frankrike, sedan 1964
- Kraków, Polen, sedan 1998
- New Orleans, USA, sedan 1995
- Sarajevo, Bosnien och Hercegovina, sedan 1980
- Tbilisi, Georgien, sedan 1982
- Ålborgs kommun, Danmark, sedan 1982